# Nicolas Jékov
Nicolas Todorov Jékov (en bulgare : Никола Тодоров Жеков), né le 6 janvier 1865 à Sliven, alors dans l'Empire ottoman, et mort le 1er novembre 1949 à Füssen, est un général bulgare, commandant en chef de l'armée bulgare lors de la Première Guerre mondiale et ministre de la guerre à partir de 1915.

## Biographie

### Premières années
Il étudie à l'École militaire de Sofia et s'engage comme volontaire lors de la guerre serbo-bulgare en 1885 et prend aussi part à un complot contre le prince Alexandre de Bulgarie. Après ce coup manqué, il est rétrogradé et versé au 12e régiment d'infanterie, mais une amnistie lui permet d'être diplômé et de devenir lieutenant au 2e régiment d'artillerie de Shumen en 1887.
En 1894, alors capitaine, il est envoyé en Italie et entre à l'Académie militaire de Turin dont il sort diplômé en 1898. Il retourne dans son pays, en 1901, pour enseigner à l'Académie militaire de Sofia, dont il prend la tête en 1912. Il est aussi commandant du premier régiment d'infanterie de 1910 à 1912.

### Guerre des Balkans
Colonel, il est chef d'état-major de la seconde armée pendant la Première Guerre balkanique et participe au siège d'Andrinople en 1913. Il commande une unité qui combat dans la région de Vidin et Koula.
Après cette guerre, il ne peut participer à la seconde pour maladie mais est nommé chef des forces de la Thrace de l'ouest.
Il fait partie de la mission diplomatique envoyée à Constantinople pour signer un accord entre les Bulgares et l'Empire ottoman. Il y est nommé commandant de la 8e division Tundza.

### Première Guerre mondiale
Refroidi par son expérience lors des guerres balkaniques, le tsar Ferdinand renonce à commander en personne l'armée et se montre favorable à la nomination de Jékov comme commandant en chef qui est effective le 24 septembre 1915. Il défend l'intervention de son pays dans la Première Guerre mondiale au côté des Empires centraux.

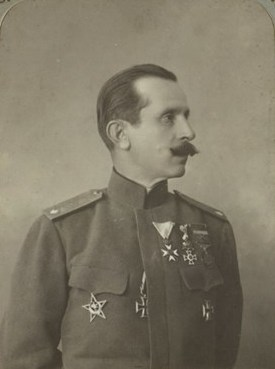
Sur un album publié en 1917.

Durant le conflit, l'armée bulgare participe avec la première armée au groupe d'armées Mackensen autant contre les Serbes que contre les Roumains. La 2e armée participe au combat en Macédoine et défait les Serbes à la bataille d'Ovche Pole (en) qui empêche la jonction des troupes serbes avec les troupes anglo-françaises installées à Salonique.
Il tombe malade lors de l'été 1918 et doit aller se soigner à Vienne en laissant le commandement à Gueorgui Todorov ; le 4 novembre 1918, il est démis de ses fonctions et versé dans la réserve.

### Après guerre
Il s'exile en Allemagne avant de revenir en 1921 pour se défendre et défendre son honneur. Condamné à dix années de prison, il est libéré après en avoir fait trois. Les années suivantes, il les passe en lectures, colloques, enseignement à l'académie militaire et écriture de ses mémoires et, le 6 mai 1936, il est nommé au plus haut grade de l'armée bulgare, général d'infanterie.
Il est un ardent militant du nationalisme, anti-communiste, chef des Légions nationales, il se rapproche d'Hitler. Il suit la bataille de France et est même invité par le Führer en 1940 à visiter Paris conquise. En septembre 1944 le gouvernement bulgare change et il s'exile de nouveau en Allemagne. Début 1945, le tribunal populaire (en) institué par le Front patriotique le condamne à la peine de mort par contumace. La sentence n'est cependant jamais exécutée en raison de son exil, inconnu des autorités bulgares de l'époque. 
Il meurt le 1er novembre 1949 à Füssen, en Bavière et est enterré sur place. Le 7 novembre 1992, ses restes sont rapatriés et inhumés au mausolée militaire de Sofia.

## Liens
- (en) Biographie de Jékov sur firstworldwar.com